# Dar al-Muqri

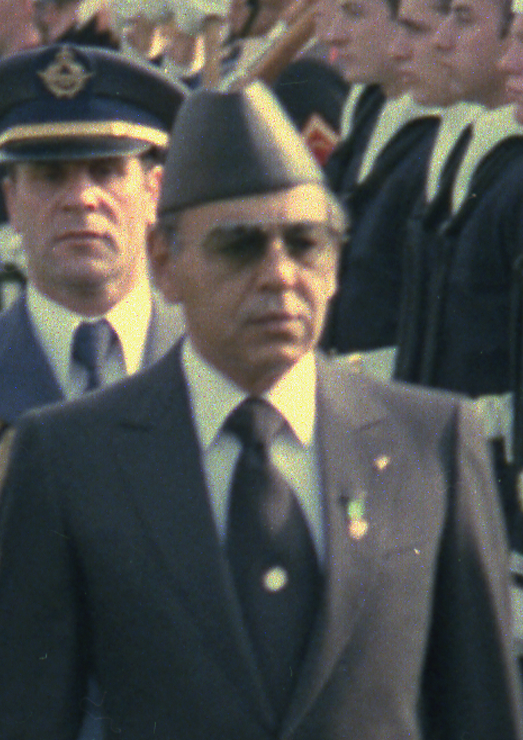
Hassan II.

Dar al-Muqri (en árabe, دار المقري; en la transcripción francesa más habitual, Dar el-Mokri o Dar Mokri), también conocido como PF 3 (iniciales de point fixe o «punto fijo») era un centro secreto de detención y tortura utilizado por el Estado marroquí para la represión política durante los llamados años de plomo, bajo el reinado de Hasan II. 
Se trataba de un palacete situado en un barrio residencial de las afueras de Rabat, en una zona donde se concentran residencias diplomáticas. Estaba rodeado de amplios jardines de árboles frutales. Había sido la residencia de un famoso visir o ministro de varios sultanes de Marruecos, Muhammad al-Muqri, muerto en 1957 a los 112 años de edad (el nombre significa «casa de Al-Muqri»). Desde entonces había sido habilitado por las fuerzas de seguridad marroquíes como centro de tortura. Existían en la capital marroquí al menos otros 10 centros de detención de similares características, según Amnistía Internacional.
Son muchos los testimonios recogidos por la Instancia Equidad y Reconciliación (IER) que aluden a Dar al-Muqri. El disidente Abd al-Mu'min Diuri, detenido y trasladado a Dar al-Muqri en 1963, describe en su libro Réquisitoire contre un despote (París, Albatros, 1972) un gran salón utilizado como sala de interrogatorios, en el cual:

Había hombres y mujeres atados de una cuerda que colgaban del techo por un gancho de hierro. En el suelo había niños que levantaban la cabeza hacia sus madres o sus padres y sollozaban [...] de rodillas o en cuclillas entre manchas de sangre y de vómito.

En Dar al-Muqri, según Diuri, había siete grados de torturas: el primero de ellos consistía en permanecer suspendido boca abajo durante horas. Los demás eran diferentes torturas generalmente practicadas con el detenido en esa posición, y el séptimo era la muerte. Era frecuente que en los interrogarorios de Dar al-Muqri participaran altos cargos de la seguridad del Estado como el famoso ministro del Interior Mohammed Ufqir o el comandante Ahmed Dlimi.
El antiguo miembro de los cuerpos de seguridad Ahmad Bujari afirmó en unas polémicas declaraciones en 2001 que en Dar al-Muqri fue eliminado el cuerpo del dirigente socialista Mehdi Ben Barka, tras haber sido secuestrado, torturado y asesinado por los servicios secretos marroquíes en París en octubre de 1965. Según Bujari, el cuerpo de Ben Barka, trasladado desde la capital francesa, fue disuelto en un tanque de ácido instalado en Dar al-Muqri para tal fin que el propio Bujari se encargó de adquirir.
- Datos: Q6420994